# Liste de vaccins humains
Il existe de nombreux vaccins utilisés en santé humaine. Cet article décrit ces différents vaccins ainsi que leur contenu.

## Liste
Deux mentions de type pour chaque vaccin : vivant (virus mutant, bactérie vivante…) ou sous unitaire (acide nucléique ADN ou ARN, ou antigènes (provenant de la culture de l'agent pathogène plus ou moins purifiée, d'antigènes modifiés y compris de toxines…).
Les dates indiquées sont souvent approximatives car les données sont souvent manquantes ou imprécises.
La mention Statut précise si le vaccin est commercialisé, abandonné, d'usage particulier, expérimental… Ne sont pas pris en compte les vaccins en cours de recherche avant des essais de phase 3.
| Maladie                            | Type          | Date de début  | Statut                                     | Nature du vaccin |
| ---------------------------------- | ------------- | -------------- | ------------------------------------------ | --- |
| Adénovirus 4 et 7                  | Vivant        | Repris en 2011 | Usage militaire                            | Adénovirus vivants avirulents dans des gélules à délitement intestinal |
| Bronchiolite                       | Sous-unitaire | 2023           | Indiqué chez les adultes de plus de 60 ans | Antigène glycoprotéique de la protéine de préfusion du RSV recombinante associée à un adjuvant (GSK) |
| Brucellose                         | Sous-unitaire |                | Usage particulier                          | Fraction phénolo-insoluble de Brucella abortus. Vaccin utilisé chez des individus séronégatifs à haut risque. |
| Chikungunya                        | Vivant        |                | En cours d’essai de phase 3                | Virus Chichungunya vivant atténué par délétion de 61 acides aminés dans sa protéine 3 non structurale, codée par un gène complexe de réplicase virale |
| Charbon – Anthrax                  | Vivant        | 1881           | Abandonné                                  | Culture à « haute température » de la bactérie |
| Charbon – Anthrax                  | Sous-unitaire |                | Commercialisé                              | Filtrat de culture de Bacillus anthracis avirulent contenant une protéine vaccinante, fraction de la toxine |
| Choléra                            | Sous-unitaire | 2006 ?         | Commercialisé                              | Suspension de Vibrio cholerae tués par méthanal et/ou chaleur (souches O1 Inaba, El Tor, Ogawa) et additionnée de toxine B (recombinante) vaccin Dukoral® |
| Choléra                            | Sous-unitaire |                | Abandonné                                  | Suspension de Vibrio cholerae tués par méthanal et chaleur. |
| Choléra                            | Vivant        |                | Commercialisé (Canada, Monde)              | Suspension de Vibrio cholerae vivants de souche atténuée CVD 103-HgR avec suppression à 95 % du gène codant pour la toxine A. Vaccin Orochol®. |
| Coqueluche                         | Sous-unitaire | 1923 ?         | Abandonné                                  | Émulsion de Bordetella pertussis phase 1 tués par le méthanal |
| Coqueluche                         | Sous-unitaire | 1970           | Commercialisé                              | Toxine pertussique traitée par méthanal ou le glutaraldéhyde (anatoxine), FHA (facteur d’attachement)), éventuellement des agglutinogènes (pilis ?) Et une protéine de la membrane externe (69 kg · mol-1) |
| Coqueluche                         | Vivant        | 2023           | Expérimental                               | Bordetella pertussis dont les gènes de trois toxines ont été excisés ou modifiés, utilisée par voie intranasale. (vaccinBPZE1) |
| Covid-19                           | Sous-unitaire | 2020           | Commercialisé                              | ARN de la protéine S (Moderna, Pfizer…) |
| Covid-19                           | Vivant ?      | 2020           | Commercialisé                              | Virus modifié intégrant le ADN ou le ARN de la protéine S Ou virus modifié intégrant le ADN ou le ARN de la protéine S qui est exprimé à sa surface |
| Covid-19                           | Sous-unitaire | 2022           | Commercialisé                              | Protéine S obtenu par génie génétique |
| Dengue                             | Vivant        |                |                                            | Virus de la fièvre jaune recombinant ou virus chimérique fièvre jaune-dengue (types 1, 2, 3, 4) |
| Diphtérie                          | Sous-unitaire | 1923           | Commercialisé                              | Anatoxine (toxine détoxifiée par méthanal 30 jours à 37 °C) |
| Ébola                              | Vivant        |                | Commercialisé                              | Virus de la stomatite vésiculaire recombinant (rVSV) souche Indiana avec une délétion de la glycoprotéine (G) d’enveloppe du VSV remplacée par la glycoprotéine (GP) de surface du virus Ebola Zaïre (ZEBOV) souche Kikwit 1995 Autre vaccin : deux virus vecteur d'ADN de différentes protéines virales, un adénovirus 26 et le virus du caccin Ankara.                                                  |
| Encéphalite à tiques               | Sous-unitaire |                | Commercialisé                              | Virus cultivé sur cellules d’embryon de poulet et inactivé |
| Encéphalite japonaise              | Sous-unitaire |                | Commercialisé                              | Virus produit par inoculation intracérébrale de souris et inactivé |
| Fièvre jaune                       | Vivant        | 1932           | Commercialisé                              | Virus avirulent vivant. Obtenu par culture sur cellules embryonnaires de poulet. Il est conservé déshydraté. Plusieurs souches ont été utilisées avant la souche actuelle. |
| Fièvre typhoïde                    | Sous-unitaire | 1989           | Commercialisé                              | Solution d’antigène polyosidique Vi de Salmonella Typhi purifié (Typhim Vi) |
| Fièvre typhoïde                    | Vivant        | 1983           | Pour les pays pauvres                      | Suspension de Salmonella Typhi souche Ty21 avirulente en gélules gastroprotectrices. |
| Fièvres typhoïdes et paratyphoïdes | Sous-unitaire | 1896           | Abandonné                                  | Suspension de Salmonella Typhi, Paratyphi A et B tuées par la chaleur et le phénol, purifié. Vaccin abandonné. |
| Grippe                             | Sous-unitaire |                | Commercialisé                              | Virus inactivé par le méthanal ou la 2-propriolactone (ou les UV). Obtenu par culture sur œuf embryonné (parfois culture de cellules de poulet) puis purifié. On tend à purifier pour n’obtenir que la neuraminidase et l’hémagglutinine. Existe aussi un vaccin constitué de virus fragmentés. |
| Grippe                             | Sous-unitaire | 2020           | Commercialisé                              | Hémagglutinines obtenues par génie génétique. |
| Grippe (nasal)                     | Vivant        | 2014           | Commercialisé                              | Virus mutants thermosensibles inoculés par voie nasale (non commercialisé en France) |
| Haemophilus influenzae b           | Sous-unitaire | 1985/1990      | Commercialisé                              | Conjugué polyoside capsulaire PRT et anatoxine diphtérique ou tétanique |
| Hépatite A                         | Sous-unitaire | 1992           | Commercialisé                              | Suspension de virus inactivés par le méthanal, obtenus par culture cellulaire |
| Hépatite B                         | Sous-unitaire | 1975           | Abandonné                                  | Pseudoparticules intégrant l’Ag Hbs extrait de malades guéris |
| Hépatite B                         | Sous-unitaire | 1980           | Commercialisé                              | Pseudoparticules intégrant l’Ag Hbs avec les protéines S et pré-S obtenue par génie génétique (culture de cellules ovarienne de hamster chinois recombinante ou Saccharomyces cerevisiae recombinant) |
| Hépatite E                         | Sous-unitaire |                | Commercialisé                              | Protéine recombinante |
| Leptospirose                       | Sous-unitaire |                | Commercialisé                              | Suspension de Leptospira tuées. |
| Méningococcémies                   | Sous-unitaire | 1969/1972      | Abandonné ?                                | Solution de polyosides A ou C purifiés de Neisseria meningitidis. Un vaccin contenant A, C, Y, W135 est commercialisé en Amérique. |
| Méningococcémies                   | Sous-unitaire |                | Commercialisé                              | Solution de polyosides A ou C purifiés de Neisseria meningitidis liés à une protéine (vaccin conjugué). Un vaccin contenant A, C, Y, W135 est commercialisé en Amérique. |
| Méningococcémies B                 | Sous-unitaire |                | Commercialisé                              | Protéines de vésicules de membrane externe de Neisseria meningitidis groupe B souche 44/76(1), une protéine de liaison à l'héparine (NHBA), une au facteur H du complément (fHbp, une adhésine A (NadA) Ce type de vaccin semble efficace contre Neisseria gonorrheae (gonocoque). Un ne contient que le fHbp.                                                                                            |
| Norovirus                          | Vivant        |                | En cours d’essai                           | Adénovirus exprimant une protéine virale de Norovirus |
| Oreillons                          | Vivant        | 1965           | Commercialisé                              | Virus avirulent vivant. Obtenu par culture sur cellules d’embryon de poulet. |
| Paludisme (Malaria)                | Sous-unitaire | Vers 2021      | Commercialisé en zone d’endémie            | Portion de la protéine circumsporozoïte de P. falciparum fusionnée avec l'antigène de surface de l'hépatite B (RTS), et combinée avec l'antigène de surface de l'hépatite B (S) dans une particule pseudovirale. |
| Papillomavirus (HPV)               | Sous-unitaire | 2006           | Commercialisé                              | Protéines de surface L1 intégrées dans des membranes sous forme de particules « pseudovirales) obtenues par génie génétique en culture sur levures transformées |
| Pneumococcémies                    | Sous-unitaire | 1977 ou 1981   | Abandonné ?                                | Solution de 23 polyosides purifiés |
| Pneumococcémies                    | Sous-unitaire |                | Commercialisé                              | Solution de 23 polyosides purifiés liés à une protéine (vaccin conjugué) |
| Poliomyélite                       | Sous-unitaire | 1953/1955      | Commercialisé                              | Virus (trois sérogroupes) inactivés par le méthanal conservé au froid. |
| Poliomyélite buccal                | Vivant        | 1957/1962      | Commercialisé                              | Virus avirulent vivant. |
| Rage                               | Sous-unitaire | 1885           | Commercialisé                              | Suspension de virus tués par le phénol. Obtenu par culture sur tissus nerveux |
| Rage                               | Sous-unitaire |                | Commercialisé                              | Suspension de virus tués par le phénol. Obtenu par culture notamment sur cellules MRC5 |
| Rage                               | Vivant        |                | Commercialisé                              | Adénovirus modifié pour exprimer la protéine de surface[JJ1] |
| Rotavirus                          | Vivant        | 2014           | Commercialisé                              | Virus vivant mutant (souche RIX4414), vaccin ROTARIX (GSK) |
| Rotavirus                          | Vivant        |                | Commercialisé                              | Virus recombinant à partir de virus bovin. Obtenu par culture sur cellules Vero, vaccin Rotateq® (MSD) |
| Rougeole                           | Vivant        | 1954/1963 ?    | Commercialisé                              | Virus avirulent vivant conservé à +4 °C. Obtenu par culture sur cellules d’embryon de poulet |
| Rubéole                            | Vivant        | 1956/1969 ?    | Commercialisé                              | Virus avirulent vivant. Obtenu par culture sur cellules diploïdes humaines (fibroblastes de poumon diploïdes humains WI-3) ou sur cellules MRC5 |
| Tétanos                            | Sous-unitaire | 1926           | Commercialisé                              | Anatoxine (toxine détoxifiée par méthanal 30 jours à 37 °C) |
| Tuberculose                        | Vivant        | 1921           | Commercialisé                              | Suspension de BCG ou bacille de Calmette et Guérin obtenu par culture et lyophilisé |
| Varicelle et Zona                  | Vivant        | 1973           | Commercialisé                              | Virus avirulent vivant (souche OKA) cultivé sur cellules diploïdes humaines. |
| Zona                               | Sous-unitaire |                | Commercialisé                              | Glycoprotéine virale E |
| Variole                            | Vivant        | 1798           | Commercialisé                              | Virus de la vaccine antigéniquement proche de celui de la variole. Initialement obtenu par culture sur génisse ou mouton puis par culture sur cellule de génisse (ou brebis). Un vaccin de 3ème génération, non réplicatif chez l’homme, est commercialisé. Traitement par le glycérol à 20 °C durant 40 jours puis conservation à -20 °C. Utilisé pour la prévention de la variole du singe (monkey-pox) |